# Usclas-d'Hérault
Usclas-d'Hérault è un comune francese di 278 abitanti situato nel dipartimento dell'Hérault nella regione dell'Occitania.

## Società

### Evoluzione demografica
Abitanti censiti